# Nepenthes attenboroughii
Nắp ấm Attenborough (danh pháp hai phần: Nepenthes attenboroughii) là một loài nắp ấm thuộc họ Nắp ấm. Tiêu bản điển hình của N. attenboroughii đã được sưu tập trên đỉnh núi Victoria, một núi siêu mafic ở miền trung Palawan, Philippines.
Đây là loài đặc hữu Massif Victoria ở Palawan. Tại đó, nó mọc ở độ cao từ 1450 m trên mực nước biển đến đỉnh núi Victoria 1726 m. Ban đầu người ta biết đến loài này từ núi Victoria, nó đã được tìm thấy trên một số đỉnh núi nhỏ và rặng núi kết nối, bao gồm cả núi Sagpaw. Loài được tìm thấy trong số các cây bụi cao 0,8-1,8 m trong các quần thể tương đối phân tán gồm các loài thực vật mọc trên đất đá siêu mafic. Nó không cùng khu vực phân bố với các loài nepenthes khác và không có giống lai tự nhiên đã được ghi nhận.